# Steinar Amundsen
Steinar Amundsen (Bærum, 4 luglio 1945 – Røyken, 17 giugno 2022) è stato un canoista norvegese.

## Palmarès

### Olimpiadi
- 2 medaglie:
  - 1 oro (Città del Messico 1968 nel K4 1000 m)
  - 1 bronzo (Monaco di Baviera 1972 nel K4 1000 m)

### Mondiali
- 2 medaglie:
  - 2 ori (Copenaghen 1970 nel K4 10000 m; Belgrado 1975 nel K4 10000 m)

### Europei
- 1 medaglia:
  - 1 oro (Mosca 1969 nel K4 10000 m)